# Magny-en-Vexin
Magny-en-Vexin ist eine französische Stadt mit 5755 Einwohnern (Stand 1. Januar 2022) im Département Val-d’Oise in der Region Île-de-France des Kantons Vauréal. Die Bewohner nennen sich Magnytois bzw. Magnytoises.

## Geografie
Die Stadt Magny-en-Vexin befindet sich ca. 60 Kilometer nordwestlich von Paris. Sie liegt im Regionalen Naturpark Vexin français und wird vom Fluss Aubette durchquert.
Nachbargemeinden von Magny-en-Vexin sind Saint-Gervais im Norden und Nordwesten, Nucourt im Osten, Banthelu im Südosten, Charmont im Süden und Hodent im Südwesten.
Zur Gemeinde gehören die Dörfer Arthieul (1967 eingemeindet), Blamécourt (1964 eingemeindet), Velannes la Ville und Velannes le Bois.

## Geschichte
Magny-en-Vexin war bereits in gallo-römischer Zeit besiedelt. Der Ort befindet sich an der Römerstraße von Paris nach Rouen. Im 7. Jahrhundert gehörte Magny-en-Vexin der Abtei von Saussay. Der Ort wurde 885 von den Normannen eingenommen. Mit dem Vertrag von Saint-Clair-sur-Epte im Jahre 911 kam das Vexin und Magny wieder an das Königreich Frankreich.
Magny-en-Vexin wurde während des Hundertjährigen Krieges mehrmals schwer beschädigt. Seit dem 14. Jahrhundert gehörte der Ort zur Herrschaft Villeroy, die ab 1550 Katharina von Medici und ab 1570 dem Herzog von Alençon gehörte.
Franz I. verlieh im 16. Jahrhundert Magny die Stadtrechte. In der frühen Neuzeit war Magny eine wichtige Station auf dem Weg von Paris nach Rouen. Die Stadt wurde mit einer Befestigung umgeben, die aus einem Mauerring und vier Stadttoren bestand. Im 17. und 18. Jahrhundert siedelten sich viele Ordensgemeinschaft in der Stadt an, wie die Ursulinen und die Benediktiner.
Im 19. Jahrhundert wurde Magny das Zentrum einer landwirtschaftlich geprägten Region.

## Städtepartnerschaften
- Chipping Norton im District West Oxfordshire, Vereinigtes Königreich
- Reichenbach-Steegen in Rheinland-Pfalz, Deutschland

## Sehenswürdigkeiten
- Kirche Notre-Dame-de-la-Nativité[1], erbaut ab dem 13. Jahrhundert (Monument historique)
- Piliers de Magny-en-Vexin[2], 1778 errichtet an der Stelle eines Stadttores (Monument historique)
- Hôtel de Crosne[3] (Monument historique)
- Hôtel de Brière[4] (Monument historique)
- Maison des Bôves[5] (Monument historique)
- Maison Henri II, erbaut 1555 (Monument historique)
- Waschhaus aus dem 17. Jahrhundert
- Wehrturm aus dem 17. Jahrhundert

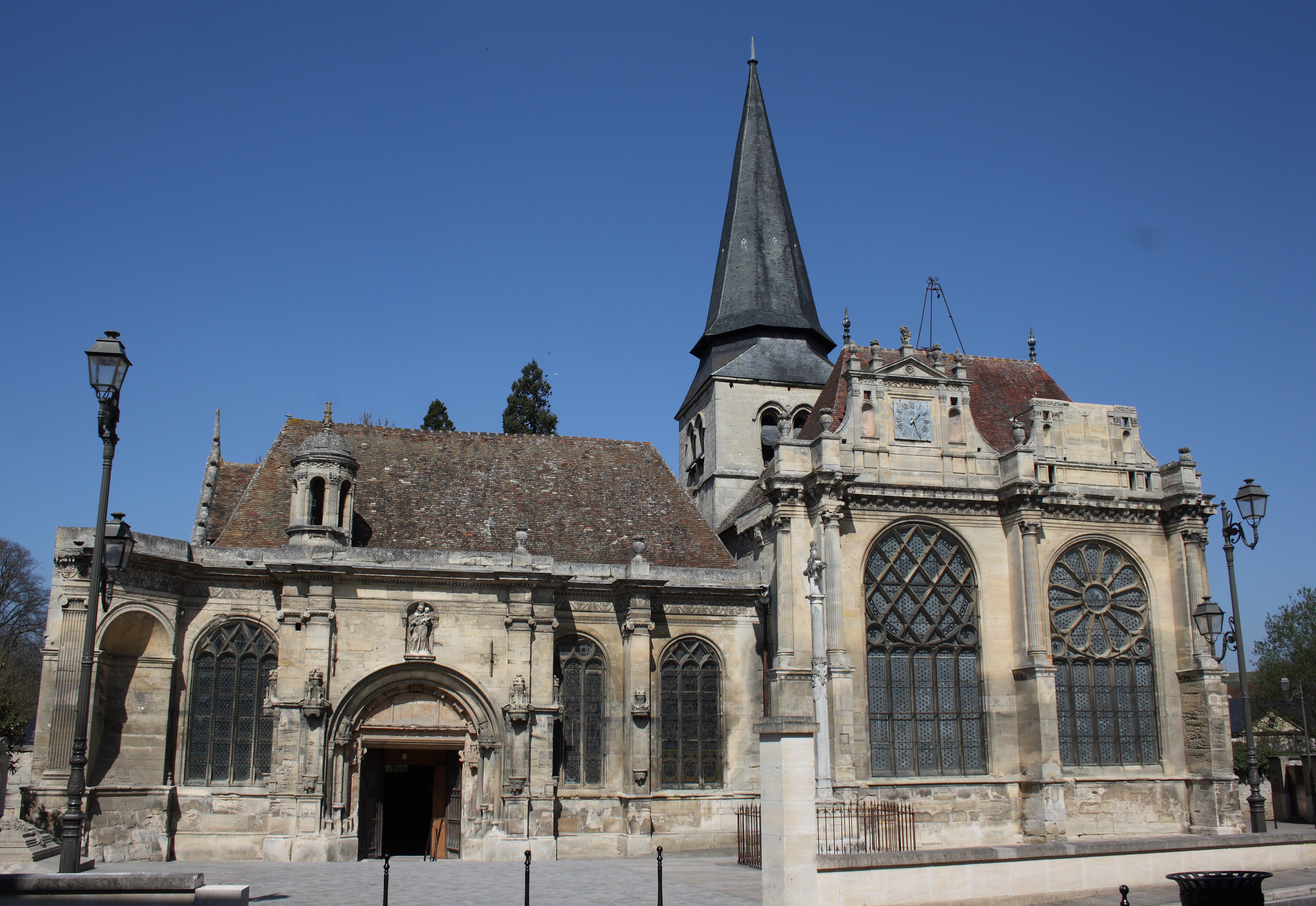
Kirche Notre-Dame-de-la-Nativité
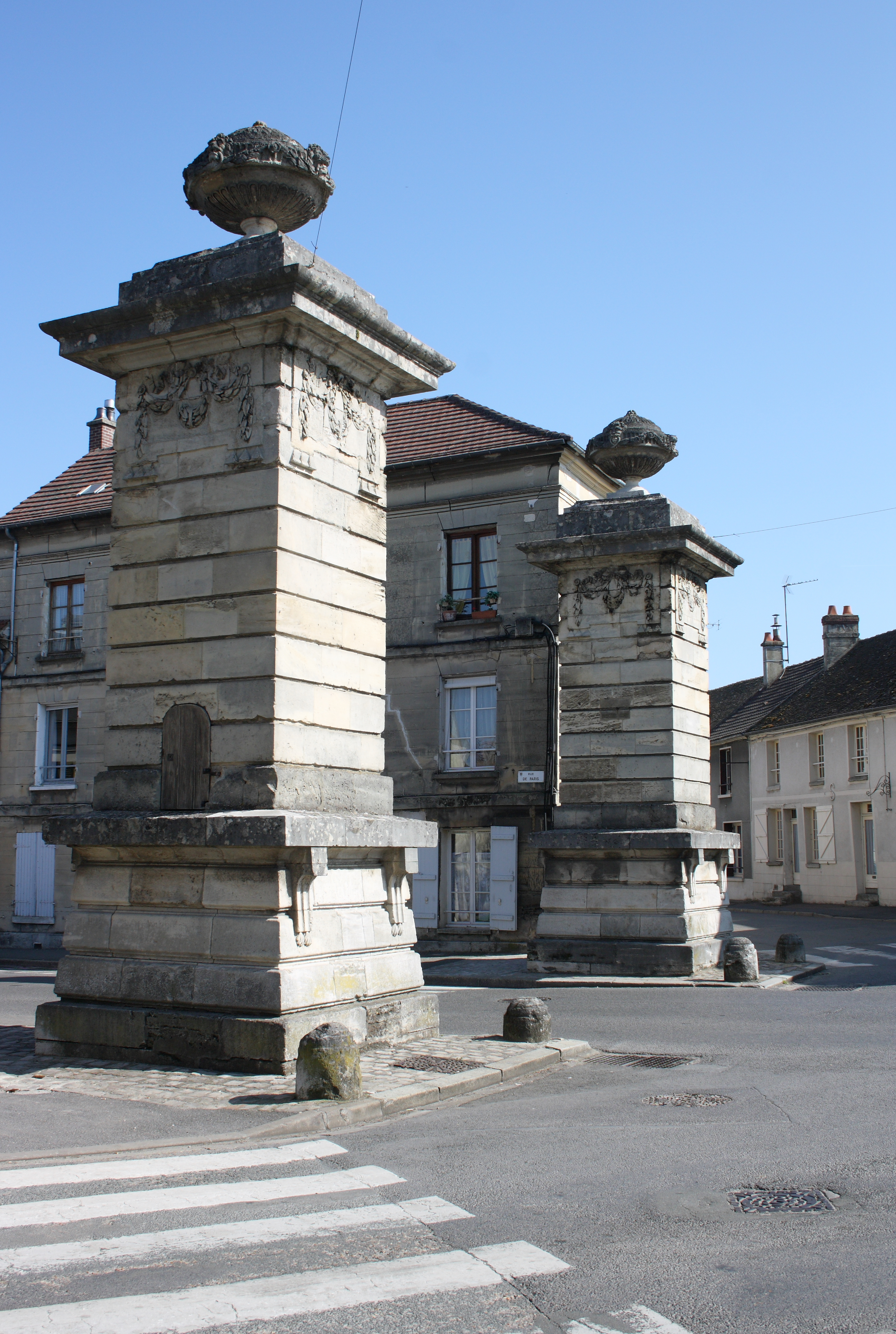
Piliers de Magny-en-Vexin
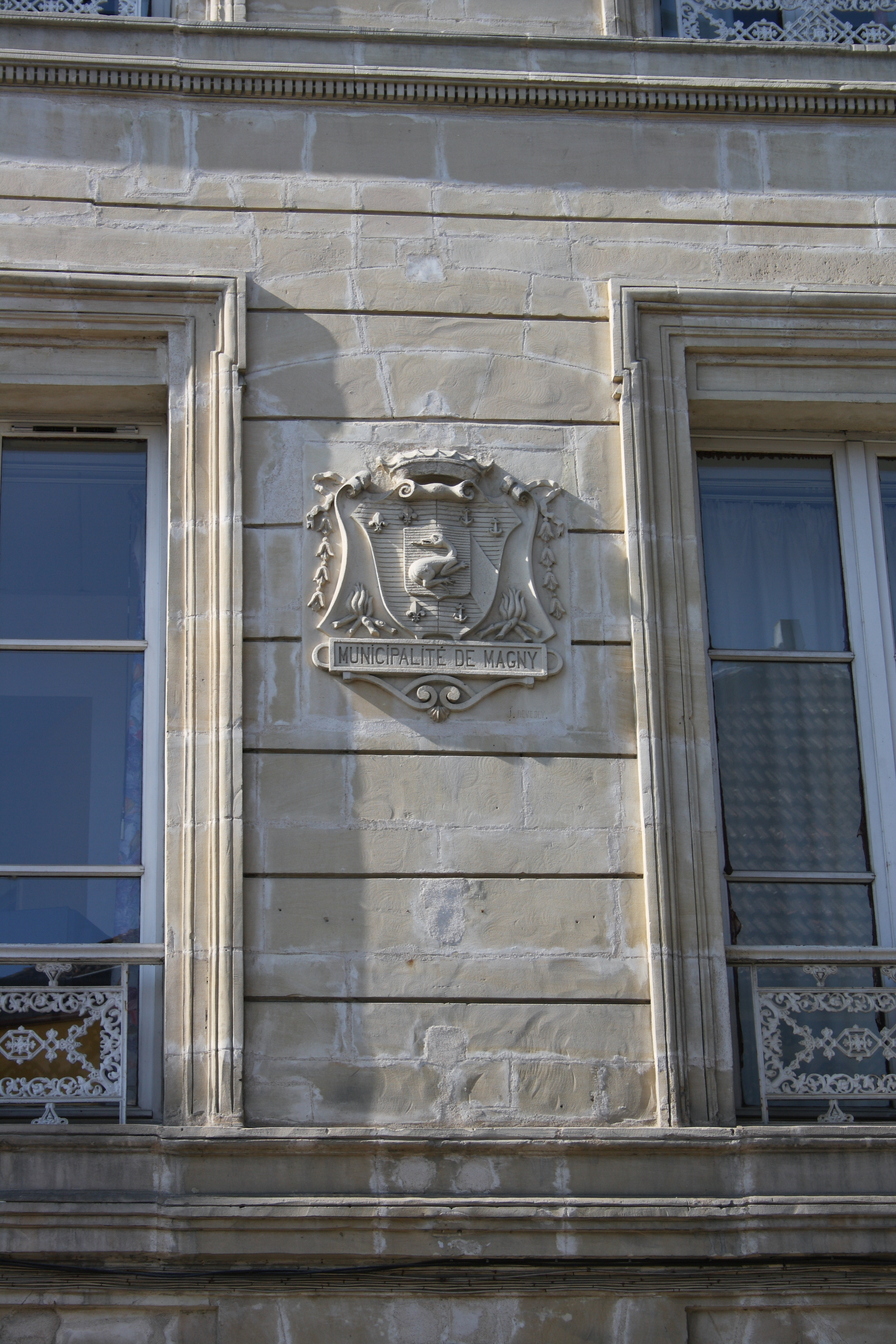
Wappen von Magny

## Bevölkerungsentwicklung
| Jahr      | 1962 | 1968 | 1975 | 1982 | 1990 | 1999 | 2007 | 2014 |
| --------- | ---- | ---- | ---- | ---- | ---- | ---- | ---- | ---- |
| Einwohner | 3083 | 3423 | 4077 | 4558 | 5050 | 5657 | 5508 | 5574 |

## Wirtschaft
Magny besitzt zwei Gewerbegebiete, wo etwa 50 Unternehmen angesiedelt sind, die ca. 1900 Beschäftigte haben.

## Persönlichkeiten
- Jean-Baptiste Santerre (1651–1717), Maler, geboren in Magny-en-Vexin
- Desgrouais (1703–1766), französischer Romanist und Lexikograf, geboren in Magny-en-Vexin
- Lisa Crawford (* 1975 in Magny-en-Vexin), Schauspielerin und Mannequin
- Éric Winogradsky (* 1966 in Neuilly-sur-Seine), ehemaliger Tennisspieler und ehemaliger Trainer von Jo-Wilfried Tsonga